# Debra Hamel
Debra Hamel   (New Haven, 1964) és una historiadora nord-americana especialitzada en l'antiga Grècia.

## Vida i carrera
Hamel va néixer el 1964 a New Haven, Connecticut. Es va graduar a la Universitat Johns Hopkins el 1989 amb una llicenciatura en arts clàssiques amb distincions departamentals i generals. Va estudiar a la Universitat Yale i es va graduar en llengües i literatures clàssiques el 1993. Va obtenir el doctorat el 1996, amb la tesi Athenian Strategoi: The Extent and Exercise of Authority in the Military Esphere tres anys després. Del 1998 al 2001, va ser professoar assistent visitant a la Universitat de Wesleyan.
Els temes principals de Debra Hamel són el dret grec antic i la història militar grega. Ha escrit diversos articles per a la revista Military History Quarterly.
Viu amb el seu marit i les seves dues filles a North Haven.

## Obra
- Athenian Generals. Military Authority in the Classical Period.,[1] Brill, Leiden a.o. 1998 (Mnemosyne Supplementum 182) ISBN 90-04-10900-5
- Trying Neaira. The True Story of a Courtesan's Scandalous Life in Ancient Greece.[2] Yale University Press, New Haven and London 2003. ISBN 0-300-10763-3
- The Mutilation of the Herms[3] Amazon Digital Services. 2012 ISBN 1-4750-5193-X[4]
- Reading Herodotus: A Guided Tour through the Wild Boars, Dancing Suitors and Crazy Tyrants of The History. Johns Hopkins University Press, Baltimore 2012 ISBN 978-1-4214-0655-8